# Giuseppe Zanardelli
Giuseppe Zanardelli, italijanski politik, * 26. oktober 1826, Brescia, † 26. december 1903, Maderno.
Zanardelli je v svoji politični karieri bil: predsednik Poslanske zbornice Italije (1892-94, 1897, 1898-99), predsednik Vlade Italije (1901-03), minister za notranje zadeve Italije (1878), minister za pravosodje Italije (1881-83, 1887-91, 1897-98),...